# Kohei Hattori
Kohei Hattori (服部 康平 Hattori Kohei?), född 4 april 1991 i Kanagawa prefektur, är en japansk fotbollsspelare.
Hattori började sin karriär 2014 i SC Sagamihara. Han spelade 66 ligamatcher för klubben. 2017 flyttade han till Tochigi SC. 2019 flyttade han till Matsumoto Yamaga FC.